# Yucca Airstrip
Yucca Airstrip (IATA: UCC, ICAO: KUCC) är ett privat flygfält inom Nevada National Security Site som ligger 27 km norr om Mercury, Nevada. Flygfältet ägs och förvaltas av USA:s energidepartement och är stängt för allmänheten. Anläggningen har flera hangarer och två landningsbanor. Större delar av anläggningen är byggd efter 2002.
Området är beläget i Area 6 inom Nevada National Security Site. Flygrummet över anläggningen är stängt för vanlig flygtrafik.

## Historia
Flygfältet grundades i april 1953 för att vara en förberedelseplats för atombombstesten Operation Upshot-Knothole.  
2002 expanderade anläggningen och det byggdes ett nytt flygfält i asfalt.  

## Användning
Sedan 2008 används flygfältet för test och utveckling av drönare, främst av Lockheed Martin. Bland annat MQ-9 Reaper  och Pilatus PC-12 har blivit testad vid anläggningen.
På anläggningen testas konstruktion av flygplansramar, sensorer och datakonstruktioner ombord drönare.